# António de Oliveira Salazar

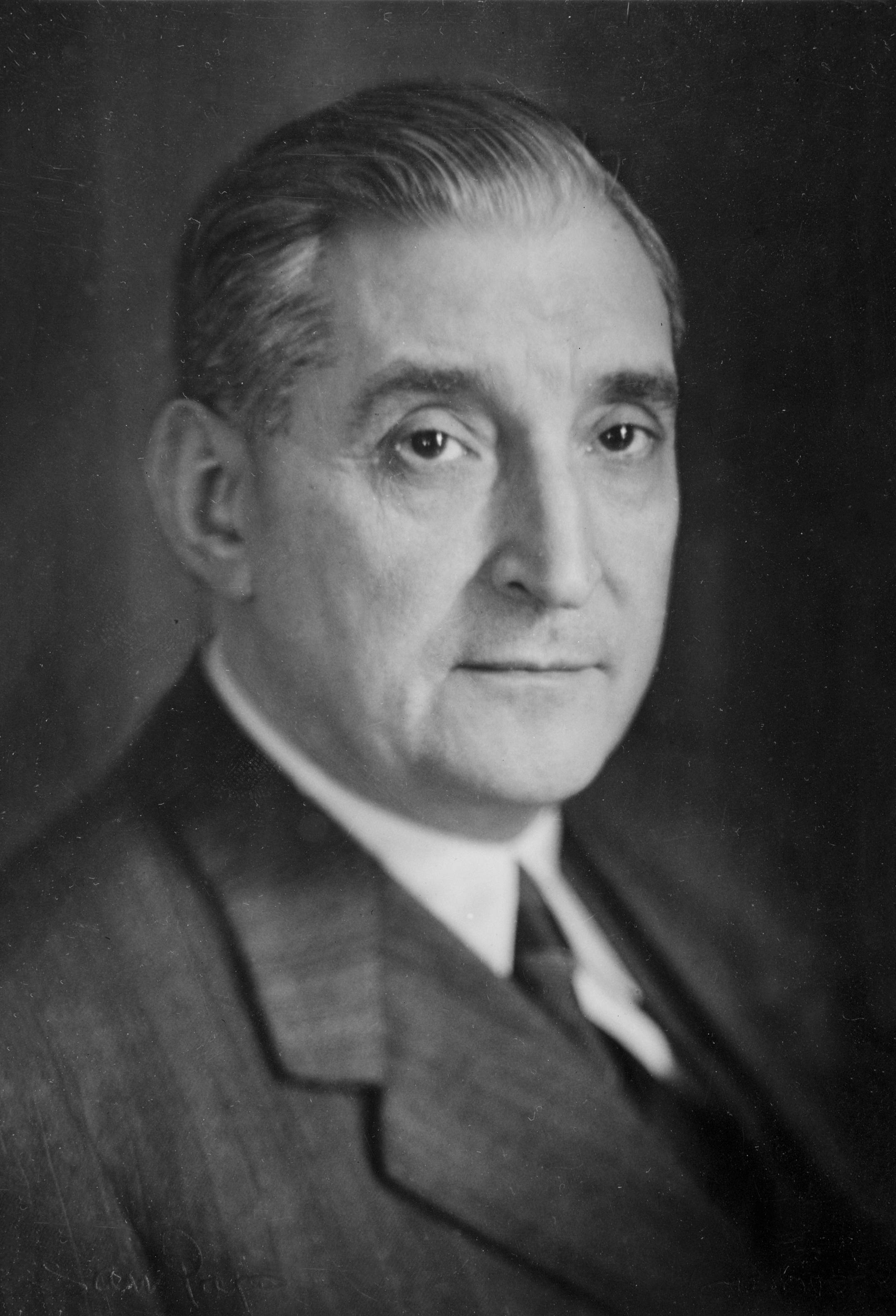
Salazar năm 1950

António de Oliveira Salazar GCTE GCSE GColIH GCIC (phát âm tiếng Bồ Đào Nha: [ɐ̃ˈtɔniu dɨ oliˈvɐjɾɐ sɐlɐˈzaɾ]; (sinh ngày 28 tháng 4 năm 1889 - mất ngày 27 tháng 7 năm 1970) là một chính khách người Bồ Đào Nha, phục vụ dưới cương vị Thủ tướng Bồ Đào Nha từ năm 1932 đến năm 1968. Ông là người lãnh đạo chính thể Estado Novo (Nhà nước mới), một chính phủ toàn trị và theo chủ nghĩa nghiệp đoàn kiểm soát Bồ Đào Nha từ năm 1933 đến năm 1974.
Là một nhà kinh tế xuất sắc, Salazar nhanh chóng gia nhập tầng lớp cai trị nhờ sự giúp đỡ của Tổng thống Óscar Carmona sau cuộc đảo chính ngày 28 tháng 5 năm 1926 ở Bồ Đào Nha, ban đầu, ông được bổ nhiệm ở vị trí Bộ trưởng Tài chính, rồi sau thành này trở thành Thủ tướng. Là một người bài dân chủ, chủ nghĩa cộng sản, chủ nghĩa xã hội, chủ nghĩa vô chính phủ và chủ nghĩa tự do, Bồ Đào Nha dưới thời ông mang nặng màu sắc của chủ nghĩa bảo thủ và chủ nghĩa dân tộc. Salazar nhận xét tư tưởng bản thân có sự khác biệt với chủ nghĩa phát xít và chủ nghĩa quốc xã, những tư tưởng mà ông chỉ trích như là "một tà giáo của chủ nghĩa độc tài quân sự", đi ngược lại với pháp luật và các tiêu chuẩn đạo đức thông thường. Ông là một người rất sùng đạo Công giáo, nhưng cũng chỉ rõ rằng vai trò của giáo hội là trong đời sống tinh thần hàng ngày, chứ không nên can thiệp vào chính trị. Một trong những khẩu hiệu nổi tiếng nhất dưới thời Salazar là "Deus, Pátria e Família" ("Thiên chúa, Tổ quốc và Gia đình").
Sự ra đời của Estado Novo đã mang lại cho Salazar nhiều quyền lực chính trị rộng lớn. Ông áp đặt những sự kiểm duyệt nghiêm ngặt và điều hành lực lượng cảnh sát ngầm để thủ tiêu những đối thủ chính trị, đặc biệt là những tổ chức cộng sản. Ông ủng hộ nhà độc tài Francisco Franco trong cuộc nội chiến Tây Ban Nha và đóng vai trò quan trọng giúp Bồ Đào Nha và Tây Ban Nha có được vị thế trung lập trong Thế chiến thứ hai, trong khi vẫn viện trợ và giúp đỡ các lực lượng Đồng minh. Mặc dù là một đất nước thiếu tự do, dân chủ, Bồ Đào Nha dưới thời Salazar vẫn là một trong những thành viên sáng lập của những tổ chức dân chủ quốc tế quan trọng. Bồ Đào Nha là một trong 12 nước thành viên sáng lập Hiệp ước Bắc Đại Tây Dương (NATO) năm 1949, tham gia Liên minh Tiền tệ Châu Âu (EPU) năm 1950 và là một trong những thành viên sáng lập của Hiệp hội Mậu dịch tự do châu Âu (EFTA) ra đời năm 1960 và Tổ chức Hợp tác và Phát triển Kinh tế (OECD) ra đời năm 1961. Dưới thời kì ông lãnh đạo, Bồ Đào Nha cũng gia nhập Hiệp ước chung về thuế quan và mậu dịch (GATT) năm 1962 và tiến hành cuộc chiến tranh thuộc địa Bồ Đào Nha. Học thuyết chủ nghĩa toàn cầu Bồ Đào Nha của ông là nền tảng cho những chính sách về thuộc địa, được ông định nghĩa như một Đế quốc Bồ Đào Nha với tính thống nhất của các nhà nước thuộc địa (các thuộc địa không có quyền tự trị) dưới sự toàn trị của mẫu quốc.
Chính thể Estado Novo sụp đổ sau cuộc cách mạng hoa cẩm chướng năm 1974, bốn năm sau khi ông mất. Có rất nhiều những đánh giá khác nhau về thời đại của Salazar, hầu hết họ đều tán dương nền thịnh vượng Bồ Đào Nha có được thông qua những chính sách ông nhưng cũng đồng thời chỉ trích cách mà ông đưa Bồ Đào Nha đạt được sự thịnh vượng đó. Dù vậy ai cũng đồng ý rằng ông là một trong những nhân vật có sực ảnh hưởng nhất nền lịch sử của Bồ Đào Nha. Trong vài thập niên gần đây, "Nhờ vào các nguồn tài liệu và thông qua cách thức cai trị của Salazar, các nhà sử học Bồ Đào Nha đã dùng những thông tin này với mục đích so sánh trên nhiều phương diện để làm sao có thể hiểu rõ hơn về chế độ độc tài đã cai trị Bồ Đào Nha qua 48 năm này" Bên cạnh đó cũng có nhiều người chỉ trích hệ tư tưởng cực hữu và phát xít của Đảng Liên minh Dân tộc, đảng do ông sáng lập.

## Tiểu sử và xuất thân

### Gia đình

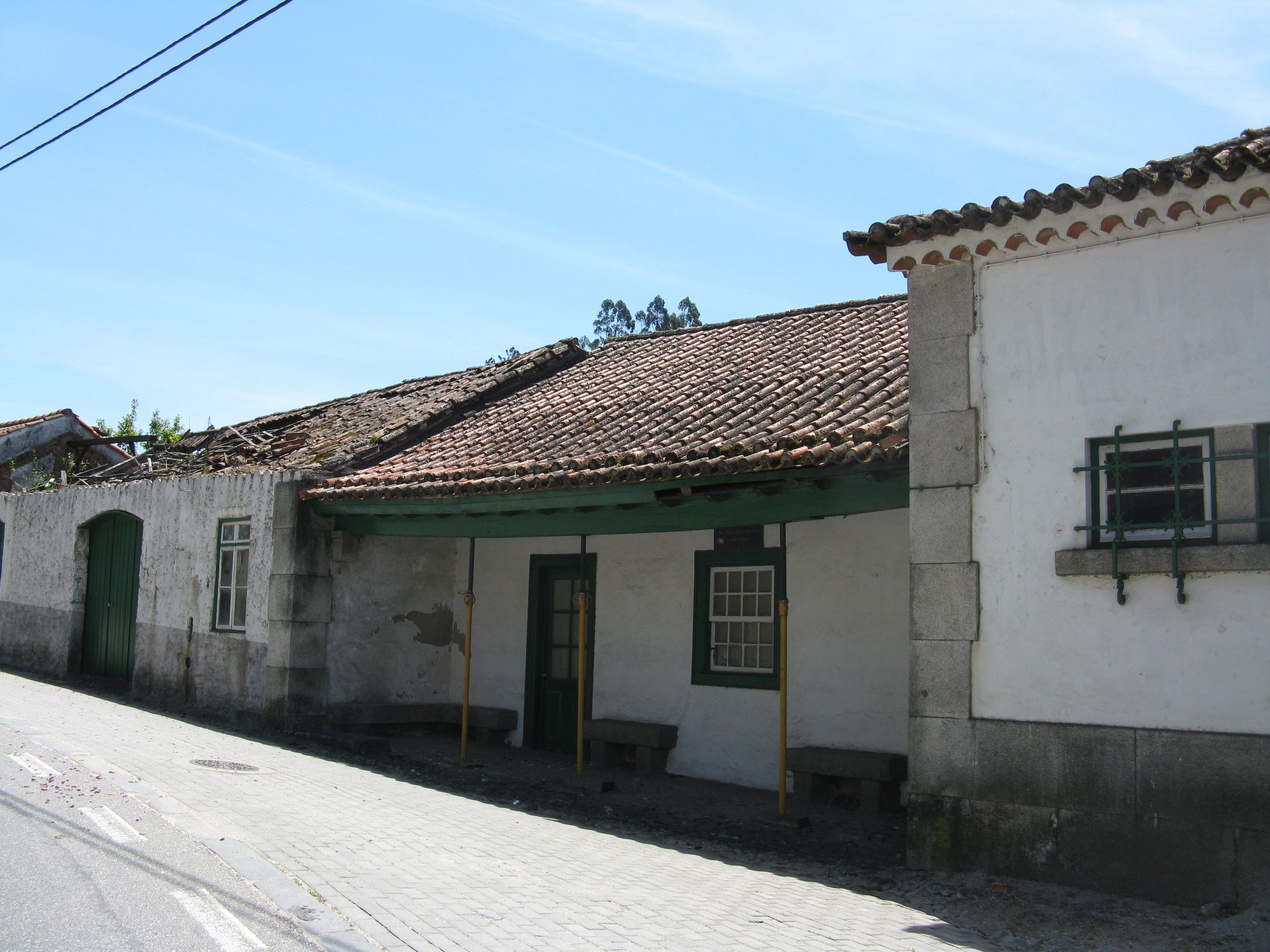
Ngôi nhà nơi Salazar sinh ra và lớn lên

António de Oliveira Salazar sinh ngày 28 tháng 4 năm 1889 ở Vimieiro, gần Santa Comba Dão, Viseu trong một gia đình thuộc tầng lớp trung lưu. Cha của ông, một chủ đất nhỏ, bắt đầu sự nghiệp của mình từ một nông dân rồi sau đó trở thành quản điền trang cho gia tộc Perestrelos, một dòng họ địa chủ giàu có nhất vùng Santa Comba Dão, sở hữu nhiều đất đai trải dài từ Viseu cho đến Coimbra. Ông là người con trai duy nhất của cặp vợ chồng là anh em họ năm đời với nhau, cha ông là António de Oliveira (1839–1932), và mẹ ông là Maria de Resgate Salazar (1845–1926). Ông có bốn người chị gái, Maria de Resgate Salazar de Oliveira - một giáo viên tiểu học, Elisa Salazar de Oliveira; Maria Leopoldina Salazar de Oliveira; và Laura Salazar de Oliveira - người sau này kết hôn với Abel Pais de Sousa vào năm 1887, em trai của Mário Pais de Sousa, người giữ chức Bộ trưởng Nội vụ dưới thời Salazar.

### Giáo dục
Dù gia đình Salazar không giàu có, nhưng đủ khả năng để cung cấp cho ông một sự giáo dục toàn diện. Ông theo học tiểu học ở một ngôi trường nhỏ trong làng rồi sau đó học cấp 2 ở Viseu. Ở tuổi 11, ông nhận được một khoảng học bổng tại một trường dòng ở Viseu, nơi ông theo học 8 năm, từ năm 1900 đến 1908. Salazar từng có ý định trở thành một linh mục, nhưng cũng như bao học sinh trẻ tuổi khác theo học trường dòng từ khi rất sớm, ông quyết định không theo đuổi sự nghiệp làm một linh mục sau khi nhận Bí tích Truyền Chức Thánh. Năm 1910, ông đến Coimbra để học luật ở Đại học Coimbra trong buổi đầu của nền chính phủ Đệ Nhất Cộng hòa Bồ Đào Nha. Trong những năm tháng theo học ở Coimbra, Salazar bắt đầu nghiên cứu sâu hơn về lĩnh vực kinh tế học và tốt nghiệp ngành luật rất xuất sắc, đặc biệt trong chuyên ngành chính sách tài chính và kinh tế. Ông tốt nghiệp năm 1914 với số điểm 19/20, một thành tích đặc biệt xuất chúng, khiến danh tiếng của ông ở trường được nhiều người biết đến  và giúp ông có được vị trí trợ giảng ở khoa Luật. Năm 1917, ông được đứng lớp ngành luật kinh tế và tài chính, được bổ nhiệm bởi giáo sư José Alberto dos Reis. Và trong năm tiếp theo, ông đạt được học vị tiến sĩ.

## Sự nghiệp chính trị vàEstado Novo

### Hoàn cảnh
Salazar mới 21 tuổi vào thời điểm cuộc cách mạng mùng 5 tháng 10 năm 1910, cuộc cách mạng đã lật đổ chế độ quân chủ Bồ Đào Nha và thành lập nền Đệ Nhất Cộng hòa Bồ Đào Nha. Chính thể này tồn tại tới năm 1926, sau đó bị lật đổ bởi chính phủ độc tài quân sự Ditadura Militar, tới năm 1928 đổi tên thành Ditadura Nacional (Chế độ Độc tài Bồ Đào Nha).
Thời kì Đệ Nhất Cộng hòa Bồ Đào Nha được xem là "tiếp diễn những cuộc hỗn loạn, tham nhũng đầy rẫy trong chính phủ, các cuộc bạo loạn và cướp bóc, ám sát và thanh trừng, bắt bớ tùy ý và các cuộc khủng bố tôn giáo" Chính quyền này đã qua tám đời tổng thống, 44 lần tái tổ chức nội các và 21 cuộc cách mạng. Chính phủ đầu tiên của nền cộng hòa này chỉ trụ được 10 tuần, và chính phủ lãnh đạo lâu nhất cũng chỉ chưa đến 1 năm. Cuộc cách mạng này ở Bồ Đào Nhà được xem như trò cười trên khắp lục địa già. Chí phí để người Bồ Đào Nha sinh sống đã tăng gấp 25 lần, trong khi giá trị đồng tiền rớt xuống còn 1⁄33 so với giá vàng. Nền kinh tế Bồ Đào Nha vốn đã bị tàn phá nghiêm trọng từ cuộc vỡ nợ ở thập niên 90 của thế kỉ XIX, nay càng trầm trọng hơn. Khoảng cách giữa người giàu và người nghèo càng tăng lên. Việc Bồ Đào Nha tham chiến ở Thế chiến thứ nhất vào năm 1916 khiến tình hình trong nước càng xấu thêm. Đồng thời, việc các nhà thờ công giáo bị truy lùng bởi các thành viên chống lại giáo hội của Hội Tam Điểm bên trong chính phủ, những cuộc ám sát chính trị và khủng bố triền miên khiến người dân Bồ Đào Nha coi những việc này trở nên quá đỗi bình thường. Vào giai đoạn giữa năm 1920 và 1925, theo số liệu của cảnh sát, chỉ tính riêng Lisboa đã có 325 vụ đánh bom. Nhà ngoại giao Anh Quốc, Sir George Rendel miêu tả Bồ Đào Nha giai đoạn này "không còn gì để nói về tình hình chính trị ngoài sự tồi tệ đáng thương... rất khác với một Bồ Đào Nha kỷ luật, thịnh vượng và được lãnh đạo tốt bởi chính phủ của ông Salazar". Salazar đã lấy thời điểm hỗn loạn này như một bài học để ông có thể lãnh đạo đất nước tốt hơn về sau này.
Sự bất bình của nhân dân dẫn tới cuộc đảo chính ngày 26 tháng 5 năm 1926. Tại thời điểm lúc bấy giờ, xu hướng chính trị ở Bồ Đào Nha là các đảng phái thường hoạt động chia rẽ, khiến thể chế đại nghị bị khủng hoảng nghiêm trọng, và kì lạ thay xu hướng này lại rất được xem trọng. Những người Bồ Đào Nha sau khi đã trải qua những bất ổn chính trị từ trước đã khiến họ không còn tin tưởng vào thể chế đại nghị. Họ cho rằng chủ nghĩa tự do và thể chế đại nghị có thể hoạt động tốt ở Hoa Kỳ hay Anh, nhưng ở Bồ Đào Nha thì không phù hợp, cả về hệ tư tưởng lẫn lợi ích quốc gia.

### Sự nghiệp chính trị ban đầu
Là một thanh niên, Salazar bắt đầu tham gia chính trường với quan điểm tôn giáo của mình, điều vốn đã bị đàn áp bởi những kẻ bài giáo hội trong chính phủ Đệ nhất Cộng hòa. Ông là thành viên của một phong trào công giáo tên Centro Académico de Democracia Cristã (Viện Dân chủ Công giáo) Ông không ủng hộ chế độ quân chủ vì cho rằng nó sẽ mâu thuẫn với giáo lý được đề ra bởi Đức Giáo hoàng Lêô XIII, người mà ông rất ngưỡng mộ. Ông thường xuyên viết bài cộng tác cho các tờ báo xã hội, đặc biệt là tuần báo O Imparcial - tờ báo được chủ biên bởi người bạn thân của ông, Manuel Gonçalves Cerejeira (sau này là Hồng y Giáo trưởng của Lisbon). Tờ báo địa phương lúc bấy giờ miêu tả ông là "một trong những bộ óc xuất chúng nhất của thế hệ trẻ Bồ Đào Nha".
Năm 1921, Salazar được tiến cử làm ứng cử viên chạy đua vào một ghế trong nghị viện, dù ông không thích điều này nhưng vẫn miễn cưỡng làm theo. Ông chỉ xuất hiện trong nghị viện một lần duy nhất và không bao giờ quay lại, nơi ông cho rằng là cực kỳ hỗn loạn và bắt ông phải chứng kiến sự bất tài của các nghị sĩ. Ông cho rằng sự tự do và chủ nghĩa cá nhân đã đưa xã hội Bồ Đào Nha chia rẽ và làm quá trình dân chủ ở đây đi chệch hướng.

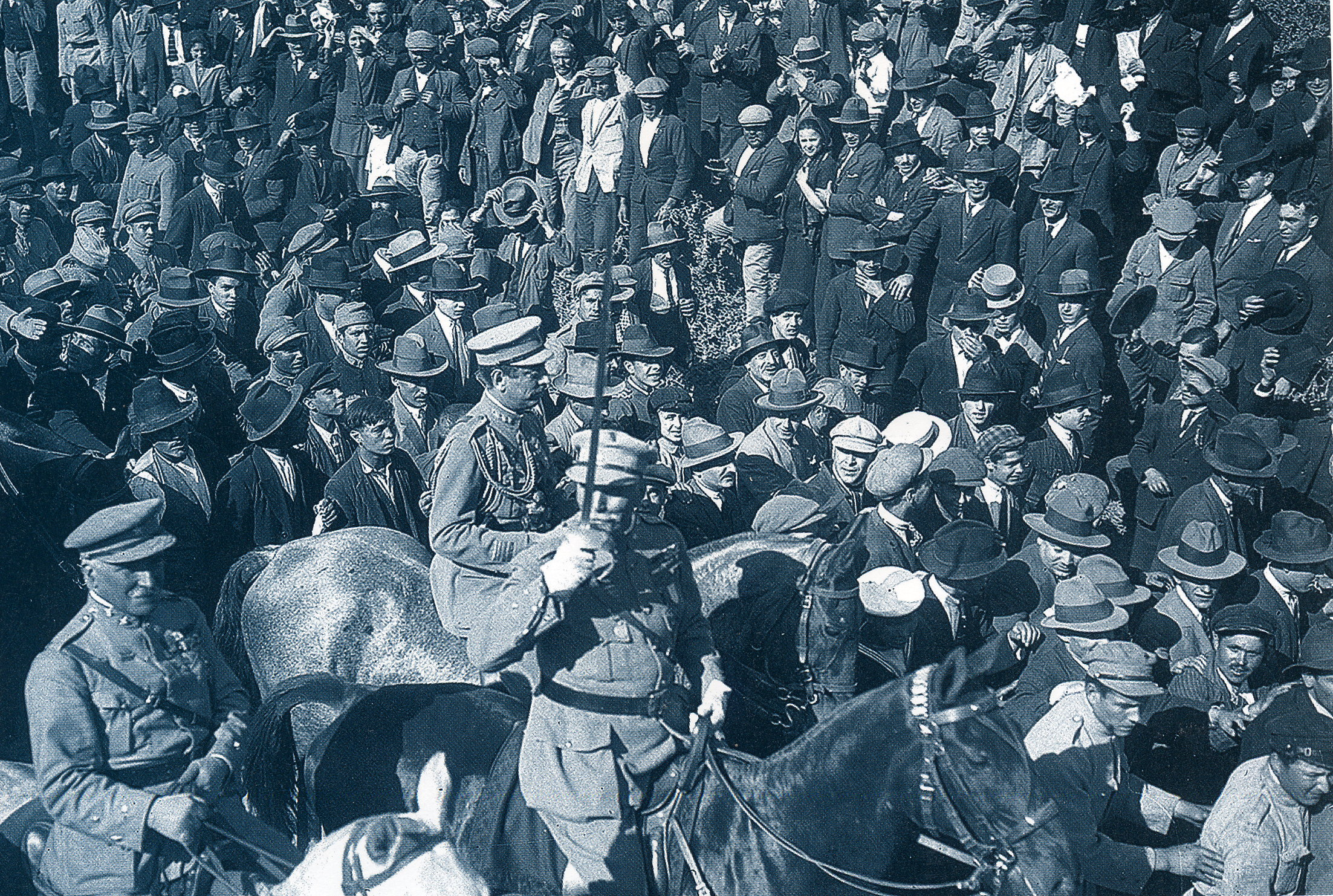
Cuộc diễu binh của tướng Gomes da Costa và lính của ông sau cuộc đảo chính ngày 26 tháng 8 năm 1926

Sau cuộc cách mạng ngày 26/8/1926, Salazar nhanh chóng gia nhập chính phủ của José Mendes Cabeçadas với vị trị Bộ trưởng Tài chính. Vào ngày 11 tháng 6, một nhóm vài người từ chính phủ mới đã từ Lisbon đến Santa Comba Dão để thuyết phục ông giữ chức Bộ trưởng Tài chính. Salazar đã dành ra năm ngày ở Lisbon. Dù vậy những ý tưởng ông đề xuất để ổn định lại nền kinh tế đều bị từ chối, khiến ông cực kỳ tức giận và ngay lập tức quyết định từ chức, đi xe lửa quay về Trường Đại học Coimbra, ông cho rằng chính phủ mới thật hỗn loạn và liên tục bỏ ngơ những ý kiến của ông, làm ông không thể làm việc hiệu quả.
Vấn đề quan trọng nhất của Bồ Đào Nha lúc bấy giờ là khoảng nợ công khổng lồ. Liên tục từ năm 1926 đến 1928, Salazar từ chối vị trí Bộ trưởng Tài chính, ông lấy lí do sức khỏe yếu, cha mẹ ông đã có tuổi và ông đã quen với việc dạy học hơn là hoạt động chính trị. Năm 1927, dưới thời của chính phủ Sinel de Cordes, nợ công của Bồ Đào Nha tiếp tục tăng. Chính phủ cố gắng để vay một khoản tiền từ ngân hàng Barings ở Anh dưới danh nghĩa Hội Quốc Liên, nhưng những điều khoản mà phía Anh đưa ra được cho là quá sức với Bồ Đào Nha. Với việc nền tài chính của đất nước mình chuẩn bị đến bờ vực phá sản, Salazar cuối cùng cũng chấp nhận vị trí Bộ trưởng Tài chính, ngay sau khi Óscar Carmona được bầu làm tổng thống. Tuy nhiên, trước khi đồng ý nhậm chức, ông đã gặp Carmona dưới danh nghĩa cá nhân và yêu cầu mình phải có toàn quyền kiểm soát các khoản chi tiêu của chính phủ, chứ không chỉ riêng Bộ Tài chính. Điều đó khiến ông gần như kiểm soát toàn bộ nền kinh tế của Bồ Đào Nha ngay sau khi lên nắm quyền.
Chỉ trong vòng một năm, Salazar đã cân bằng lại ngân sách của Bồ Đào Nha và ổn định lại giá trị đồng tiền. Ông khôi phục lại vị thế của ngân hàng quốc gia, thúc đẩy lệnh trừng phạt nghiêm khắc đối với những quan chức tham ô và lãng phí. Cuối cùng các chính sách đúng đắn của Salazar đã tạo nên thặng dư kinh tế, một kỳ tích chưa từng có đối với Bồ Đào Nha lúc bấy giờ.
Tháng Bảy năm 1929, Salazar lại trình lên quyết định từ chức một lần nữa vì lí do công giáo ở Bồ Đào Nha vẫn tiếp tục bị đàn áp. Bạn ông trong chính phủ, ngài Mário de Figueiredo - Bộ trưởng Tư pháp, vì muốn giữ ông ở lại trong nội các, cuối cùng đã phải nhượng bộ, ban hành các điều luật nới lỏng các chính sách về tôn giáo. Chính sách mới đã làm những kẻ phe cộng hòa trong chính phủ nổi giận và gây nên một cuộc khủng hoảng trong nội các, yêu cầu Figueiredo kí đơn từ chức. Salazar khuyên bạn mình nên phản đối yêu sách từ chức, nhưng đồng thời cũng nói rằng nếu Figueiredo ra đi thì ông cũng đi theo. Cuối cùng Figueiredo cũng kí đơn từ chức, và Salazar - lúc đấy đang điều trị trong bệnh viện vì bị gãy chân, từ chức theo vào ngày mùng 3 tháng 7. Ngay hôm sau, Carmona đã đến bệnh viện gặp riêng Salazar và khuyên ông nên thay đổi suy nghĩ, cùng lúc đó, ngài thủ tướng José Vicente de Freitas - người tích cực phản đối các chính sách của Carmona đã rời khỏi nội các. Salazar đồng ý trở lại vị trí cũ nhưng với quyền lực lớn hơn rất nhiều.
Salazar vẫn tiếp tục công việc trong khi rất nhiều tướng lĩnh quân đội đảm nhân vị trí thủ tướng đến và đi. Vì thành công ông đạt được trong những năm đầu nhiệm kỳ, Salazar được coi là biểu tượng của nền kinh tế và là một giải pháp chính trị cho những sự hỗn loạn của chế độ độc tài quân sự ở Bồ Đào Nha, khi mà không một thủ tướng nào có thể đảm nhiệm được nội các. Cuối cùng, ngày mùng 5/7/1932, tổng thống Carmona bổ nhiệm ông làm Thủ tướng thứ 100 của Bồ Đào Nha, ngay sau khi Salazar bắt đầu các động thái can thiệp sâu hơn vào những quyết định chính trị ở Bồ Đào Nha . Với một chính phủ đầy rẫy nhưng liên minh cánh hữu, ông bắt đầu thực thi những sự kiểm duyệt bóa chí và triển khai đàn áp chính trị để ổn định lại chính phủ. Những kẻ được xem là mang tư tưởng phát xít đều bị bỏ tù hoặc bị bắt sống lưu vong . Nhóm Bảo thủ Công giáo là những người ủng hộ nhiệt thành nhất đối với Salazar, trong khi những người Bảo thủ Cộng hòa được xem là đối thủ đáng gờm nhất của ông giai đoạn đầu. Họ đã cố gắng đảo chính nhiều lần, nhưng hầu hết đều thất bại vì đều hoạt động riêng lẻ và thiếu đoàn kết. Cho dù ông chưa bao giờ là một người bảo hoàng, Salazar lại nhận được sự ủng hộ của những người theo chủ nghĩa bảo hoàng ở Bồ Đào Nha và cựu vương Manuel II, vị vua cuối cùng của Bồ Đào Nha đang sống lưu vong ở Anh sau khi bị những người cộng hòa phế truất năm 1910. Để đáp lại tình cảm ấy, sau khi cựu vương băng hà vào ngày 2/7/1932, Salazar đã cho tổ chức quốc tang trang trọng và đồng ý đưa di hài của ngài về hỏa táng ở Điện Pantheon, nơi an nghỉ của các vị quân chủ Bồ Đào Nha. Những người theo phong trào Movimento Nacional-Sindicalista - phong trào của những người cánh hữu, theo phong trào phát xít đã rất tức giận trước sự ủng hộ rộng rãi của dân chúng với Salazar, họ cho rằng họ đã nhượng bộ các chính sách ông rất nhiều nhưng vẫn bị chính phủ của ông đàn áp. Phong trào dần tan rã vào cuối năm 1933 sau khi Salazar thành công trong việc ngăn chặn chủ nghĩa phát xít và quốc xã lan rộng trong chính phủ Bồ Đào Nha.
Salazar nhanh chóng đạt được quyền lực dễ dàng nhờ vào hình ảnh của một nhà lãnh đạo có học thức và những thành công lớn khi ông còn là bộ trưởng tài chính, bên cạnh đó là sự ủng hộ rất lớn của tổng thống Carmona. Tháng Bảy năm 1940, tạp chí Life của Mĩ đã phát hành một ấn phẩm đặc biệt về Bồ Đào Nha, trong đó có phần nói về những sự hỗn loạn trước kia "bất kì ai thấy hình ảnh Bồ Đào Nha 15 năm trước đều sẵn sàng nói đất nước ấy xứng đáng được biến mất trên bản đồ thế giới mãi mãi, một đất nước với một chính phủ tàn bạo và yếu kém, nợ nần chồng chất, xã hội thì bẩn thỉu, bị bệnh tật và sự nghèo khổ dẫm đạp lên". Bài báo cũng đề cao Salazar, cho thấy ông khó khăn như thế nào khi "tiếp quản một mớ hỗn loạn rồi trung hưng lại Bồ Đào Nha".

### Sự hình thành củaEstado Novo

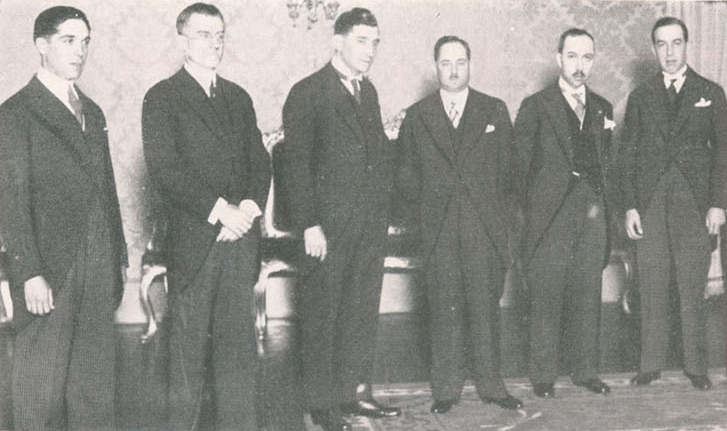
Salazar và nội các đầu tiên của mình năm 1932

Salazar định hình tư tưởng chính trị và quan điểm triết học của mình theo những giáo lý công giáo, tương đối giống với thể chế của người Áo lúc bấy giờ được lãnh đạo bởi Engelbert Dollfuss. Hệ thống kinh tế, được biết đền với tên gọi chủ nghĩa nghiệp đoàn, được dựa theo thông tri Rerum novarum (1891) của giáo hoàng Leo XIII và thông tri Quandeagesimo anno (1931) của giáo hoàng Pius XI , ý nghĩa chủ yếu của các thông tri này là ngăn chặn sự xung đột của các tầng lớp xã hội và chuyển đổi cơ cấu ngành kinh tế sản xuất, từ phục vụ quyền lợi cho giới tư bản sang phục vụ lợi ích chung của quốc gia. Thông tri Rerum novarum nêu rõ rằng các nghiệp đoàn lao động là một phần tử tự nhiên của xã hội kinh tế, giống như mối quan hệ giữa gia đình và xã hội. Còn thông tri Quandeagesimo anno chẳng khác gì một bản thiết kế xây dựng hệ thống kinh tế nghiệp đoàn.
Estado Novo được thành lập thông qua bản hiến pháp mới được viết bởi Salazar, Marcelo Caetano và một nhóm các luật sư, nhà kinh tế học, giáo sĩ công giáo và các giáo sư đại học . Hiến pháp quy định Estado Novo là một thể chế nhà nước lấy chủ nghĩa nghiệp đoàn làm ý thức hệ quốc gia, đề cao vai trò tập thể hơn là cá nhân. Salazar muốn thể chế của ông hoạt động dưới một tổ chức đại diện cho toàn bộ nhân dân, thay vì các đảng phái chính trị riêng rẽ, và tổ chức chính trị ấy phải đặt lợi ích quốc gia phải lên trên việc bảo vệ giai cấp. Ông cũng cho rằng chế độ đa đảng sẽ thất bại và làm suy yếu Bồ Đào Nha.
Khác với Mussolini và Hitler, Salazar chưa bao giờ muốn tạo ra một đất nước độc đảng, thậm chí ông là người phản đối chế độ đảng trị. Dẫu vậy đảng National Union của ông lại thường được coi là đảng độc nhất cai trị, cho dù mục đích của Salazar là tạo ra một tổ chức đại diện và định hình ý thức hệ cho nhân dân, không phải đảng chính trị. National Union (tiếng Việt: "Liên minh Dân tộc') được lập ra để kiểm soát và hướng dân chúng đi theo ý thức hệ quốc gia hơn là để toàn trị, mục đích là giữ gìn và bảo tồn các giá trị văn hóa mà Salazar cho là phù hợp, trong đó có rất nhiều tư tưởng và cách sống từ giáo lý công giáo, thay vì áp đặt một trật tự xã hội mới như Đảng Phát xít quốc gia ở Ý hay Đảng Quốc Xã ở Đức làm. Các bộ trưởng nội các, các nhà ngoại giao và những người làm việc hành chính trong chính phủ chưa bao giờ bị ép buộc phải tham gia chính đảng National Union.
Cơ quan lập pháp là Quốc hội, đa số ghế thuộc về các thành viên của National Union, với rất ít quyền lập pháp thật sự. Cơ quan lập pháp thực tế là Hội Nghiệp đoàn với các thành viên là đại biểu từ các đơn vị chính quyền vùng, các giám mục công giáo, những giáo sư và người có học vấn, cùng với một tổ chức công đoàn theo chủ nghĩa nghiệp đoàn.
Theo lời Howard Wiarda "những chính khách đạt được quyền lực qua Estado Novo thực chất rất quan ngại với tình hình nghèo đói và lạc hậu ở quốc gia họ lúc bấy giờ, tách mình ra khỏi những ảnh hưởng chính trị từ người Anh và Mỹ, tự phát triển một hình mẫu chính trị riêng biệt để thay đổi sự nghèo khổ và điều kiện sống tệ hại ở vùng nông thôn và thành thị."
Salazar thông qua hiến pháp mới, được viết bởi những người bài thể chế đại nghị và những người theo chủ nghĩa toàn trị, bản hiến pháp này được thông qua ở Bồ Đào Nha cho đến năm 1974. Tổng thống được bầu bởi số phiếu phổ thông với nhiệm kỳ 7 năm. Về mặt lý thuyết, mọi quyền lực đều nằm trong tay tổng thống, bao gồm quyền bổ nhiệm và bãi nhiệm thủ tướng. Tổng thống là người có quyền hành cao nhất, là "bánh xe cân bằng" cho thể chế chính trị của quốc gia, là người bảo vệ và ra phán quyết để bảo vệ chính thể. Tuy nhiên, tổng thống Carmona lúc bấy giờ phải chịu sự ảnh hưởng từ các quyết định của Salazar. Cả ông và những người kế nhiệm ông sau này đều chỉ có quyền lực trên danh nghĩa và không nắm trong tay thực quyền nào. Wiarda cho rằng việc Salazar nắm trong tay nhiều quyền lực đến vậy đến từ tính cách của ông: một con người độc đoán, toàn trị, tham vọng nhưng cũng chăm chỉ, xuất sắc và cực kỳ thông minh.
Bản hiến pháp của Salazar được thông qua sau cuộc trưng cầu ý dân năm 1933. Bản phác thảo đã được xuất bản cho công chúng trước đó một năm và nhận được nhiều ý kiến tiêu cực trên các mặt báo, hơn 6000 người đã biểu tình chống lại bản hiến pháp mới. Hiến pháp được thông qua sau khi trưng cầu được kết quả 99,5% tán thành, dù vậy có đến 488,840 người không tham gia bỏ phiếu (tài liệu chính thức của cảnh sát Bồ Đào Nha ghi nhận tới hơn 1 triệu người không tham gia trưng cầu), phiếu của những người này được chính phủ xem là phiếu tán thành. Sử gia Hugh Kay cho rằng việc nhiều người không tham gia bỏ phiếu vì họ bị chính quyền ép từ trước rằng phải chọn phiếu "có" hoặc "không", không có quyền tự chọn. Trong cuộc chưng cầu thông qua hiến pháp, lần đầu tiên mọi nữ giới có quyền bỏ phiếu. Trước kia, trong thời kỳ cộng hòa, phụ nữ không có quyền bầu cử, quyền bỏ phiếu của họ trong các cuộc chưng cầu cũng rất hạn chế, để có thể bỏ phiếu họ ít nhất phải hoàn thành giáo dục phổ thông, trong khi đó nam giới chỉ cần biết đọc và viết.
Năm 1933 được xem là năm quan trọng trong lịch sử Bồ Đào Nha. Dưới sự lãnh đạo của Salazar, Teotónio Pereira, thứ trưởng Bộ Nghiệp đoàn và Phúc lợi đã ban hành nhiều đạo luật cải cách, đặc biệt là cải tổ lại hệ thống chủ nghĩa nghiệp đoàn và khởi xướng đạo luật chăm sóc phúc lợi toàn diện cho nhân dân. Hệ thống mới này đều có tư tưởng bài chủ nghĩa tư bản lẫn cộng sản. Sự nghiệp đoàn hóa này đã tạo ra những chính sách kiểm soát kinh tế gay gắt.